# Wilbert Hagarty
Pour les articles homonymes, voir Hagarty.
Wilbert Hagarty  (9 janvier 1888-1963) est un homme politique canadien de la Saskatchewan. Il est député provincial de la libéral de la circonscription saskatchewanaise de Elrose de 1921 à 1929,.

## Biographie
Né à Elora en Ontario, Hagarty s'établit et étudie à Lucky Lake en Saskatchewan.